# Microtus socialis
Microtus socialis är en däggdjursart som först beskrevs av Peter Simon Pallas 1773.  Den ingår i släktet åkersorkar och familjen hamsterartade gnagare.

## Beskrivning
En åkersork med mörkt gulbrun ryggpäls, ibland med inslag av rött, som gradvis övergår till blekgrå på buken. Även svansen är otydligt tvåfärgad. Som alla åkersorkar har den en cylindrisk kroppsform, små öron och ögon samt korta morrhår. Kroppslängden varierar från 8 till 12 cm exklusive den 1,8 till 3,7 cm långa svansen, och vikten ligger mellan 15 och 38 g. Storlek och vikt varierar betydligt mellan de geografiska subpopulationerna.

## Ekologi
En dagaktiv sork som främst är aktiv under morgnar och kvällar. Den förekommer framför allt på stäpper, men också på andra gräsmarker och halvöknar samt på odlade fält och gläntor i skogar på torrare mark. Arten lever i kolonier dominerade av en hane, i stora underjordiska gångsystem med flera ingångar, nära ytan. Födan består främst av gröna växter och (speciellt på hösten) frön. Den äter även tillfälligtvis insekter och blötdjur. Det är framförallt en underjordisk art; aktiviteten på markytan är begränsad.
Microtus socialis har ingen speciell parningsperiod, utan kan få ungar året om. Honan kan få upp till 5 kullar med 6 till 8 ungar per år.

## Utbredning
Utbredningsområdet sträcker sig, tämligen fragmenterat, från Dneprfloden och Krimhalvön österut till Balchasjsjön och nordvästra regionen Xinjiang i Kina, samt söderut via Kaukasus till östra Turkiet, nordvästra Syrien, norra Irak och nordvästra Iran.

## Status
IUCN kategoriserar arten globalt som livskraftig; arten är stabil och vanlig i större delen av utbredningsområdet. En del subpopulationer minskar emellertid till följd av habitatförlust (framför allt torka och betestryck), något som dock förefaller vara reversibelt. Inga andra större hot är registrerade.

## Taxonomi
Artens taxonomi är något omstridd: Catalogue of Life erkänner inga underarter, medan IUCN listar underarterna M. socialis nikolajevi (från Dneprs vänsta bank till Krim) och M.  socialis parvus (i (Kaukasus, Stavropol- och Krasnodarområdena samt Dagestan) i Europa. M. socialisgorensis and M. socialis astrachanensis nämns också.